# Immendingen
Immendingen is een plaats in de Duitse deelstaat Baden-Württemberg, en maakt deel uit van het Landkreis Tuttlingen.
Immendingen ligt aan de Donau en telt 6.356 inwoners. Ter plaatse bevindt zich in de Donau een zinkgat waar water wegloopt en in Aach weer bovenkomt om via de Radolfzeller Aach en het Bodenmeer naar de Rijn weg te vloeien.

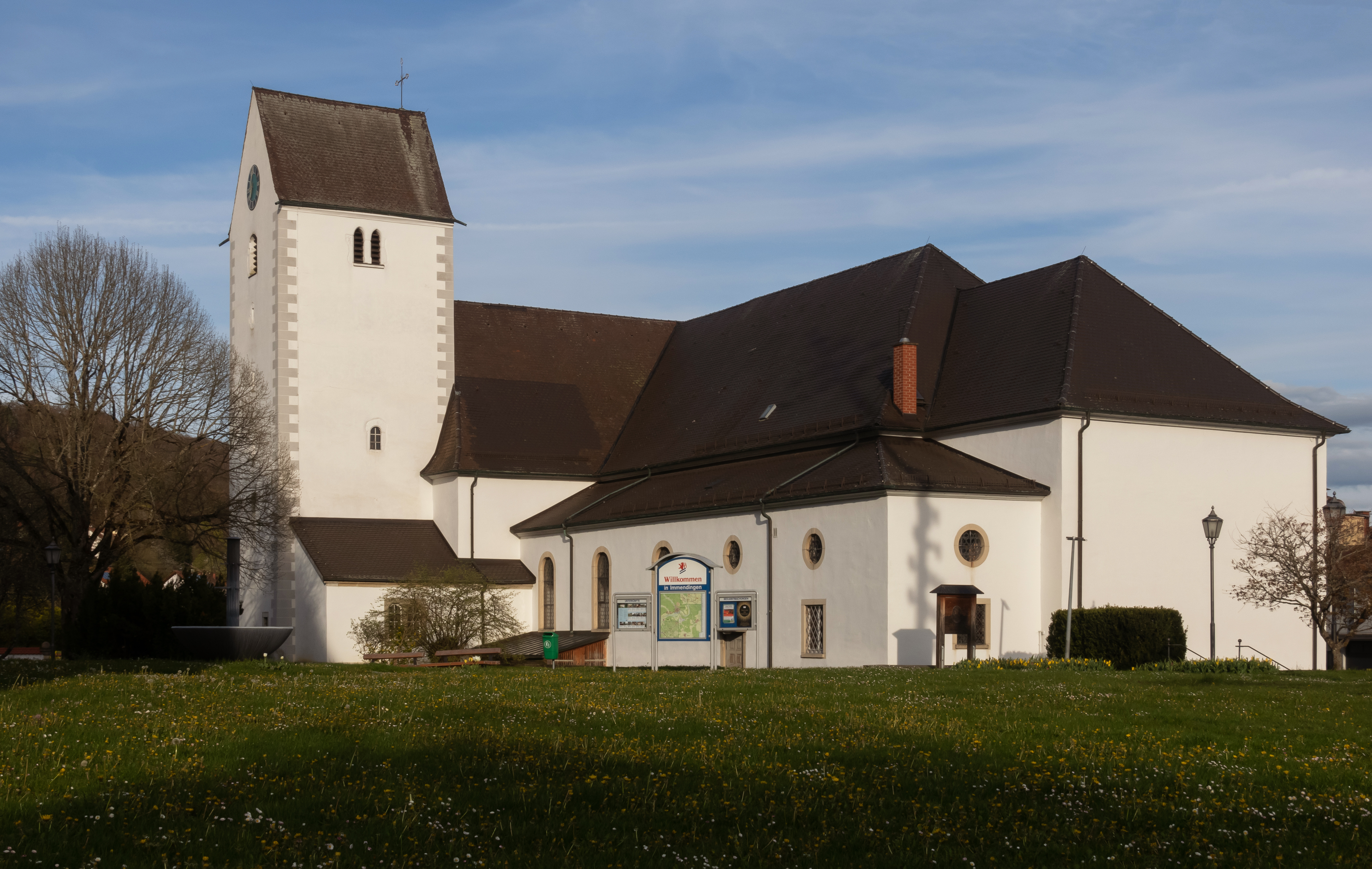
Kerk: Kirche Sankt Peter und Paul

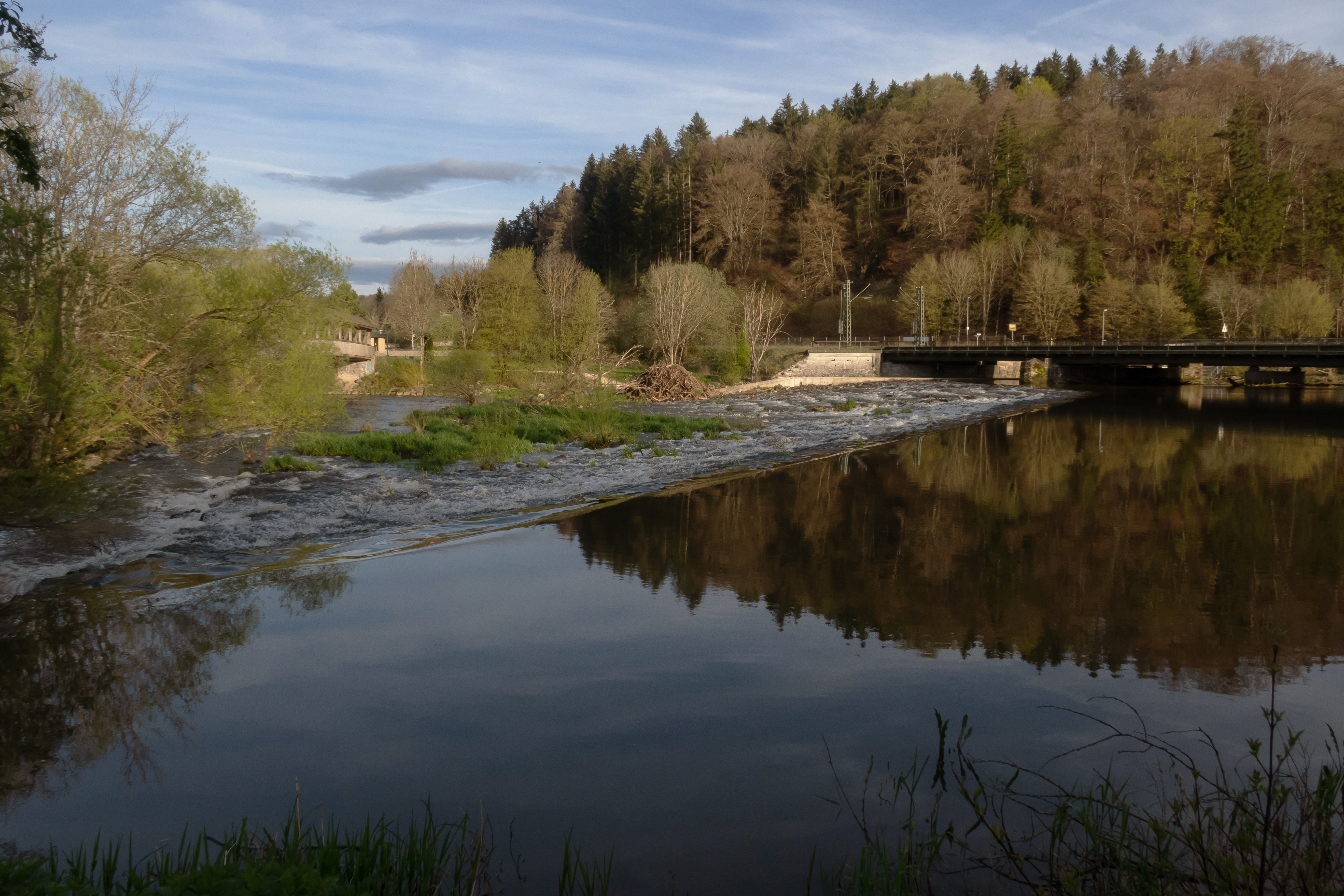
De Donau vanaf Kreuz am Wasserfall

## Plaatsen in de gemeente Immendingen
- Hattingen
- Hintschingen
- Ippingen
- Mauenheim
- Zimmern

Aldingen ·
Balgheim ·
Bärenthal ·
Böttingen ·
Bubsheim ·
Buchheim ·
Deilingen ·
Denkingen ·
Dürbheim ·
Durchhausen ·
Egesheim ·
Emmingen-Liptingen ·
Fridingen an der Donau ·
Frittlingen ·
Geisingen ·
Gosheim ·
Gunningen ·
Hausen ob Verena ·
Immendingen ·
Irndorf ·
Kolbingen ·
Königsheim ·
Mahlstetten ·
Mühlheim an der Donau ·
Neuhausen ob Eck ·
Reichenbach am Heuberg ·
Renquishausen ·
Rietheim-Weilheim ·
Seitingen-Oberflacht ·
Spaichingen ·
Talheim ·
Trossingen ·
Tuttlingen ·
Wehingen ·
Wurmlingen